# Brad Smith (labdarúgó, 1994)
Brad Smith (Penrith, 1994. április 9. –) ausztráliai születésű angol labdarúgó, a Cincinnati játékosa. Posztját tekintve balhátvéd.

## Pályafutása

### Klubcsapatokban

#### Junior évei
Smith 14 éves korában Liverpoolba, Angliába költözött. Miután befejezte a  középiskolát, csatlakozott a liverpooli csapat nevelő akadémiájához.

#### Liverpool
Smith először a Liverpool U21-es keretébe került, pont mint Jordan Rossiter. Első mérkőzését a Manchester City U21-es csapata ellen vívta, ahol a liverpooli csapat 2–1-re alulmaradt, 2013. december 26-án. Három nap múlva felkerült a nagy csapatba, sőt a Chelsea ellen kezdő volt – 59 percet játszott –, aztán lecserélték Iago Aspasra. Habár Aspas csatár volt, míg Smith védő, azért cserélte be Smith helyett Aspast Brendan Rodgers, mert a csapat vesztésre állt, ám nem sikerült a csoda, és a csapat 2–1-re kikapott a Stamford Bridgen.
Habár Smith a 33-as számú mezt szerette volna, nem kaphatta meg, mivel akadémia társa, Jordon Ibe előbb jelezte, hogy ezt a számot akarja viselni, így az ausztrál-angol védőnek a 44-es mezszám jutott.

#### Kölcsönben a Swindon Town csapatában
2014. augusztus 7-én a League One-ban szereplő Swindon Townhoz került kölcsönbe az idény végéig. Két nappal később debütált a klub színeiben, a Scunthorpe United elleni 3-1-es győzelem alkalmával. A Liverpool október 20-án visszahívta szerződési viták miatt, összesen tíz mérkőzésen lépett pályára a Swindon Townban.

#### Visszatérés a Liverpoolhoz
2015 júniusában lejárt Smith szerződése, miután a elutasította a Liverpool szerződéshosszabbítási ajánlatát. Ugyanakkor a klub továbbra is megtartotta, és mivel a játékos 24 éves kor alatt volt, a Liverpoolnak kompenzációs díj járt volna, ha más klubhoz igazolt volna. 2015. november 17-én új, hosszú távú szerződést írt alá a Liverpoollal, véget vetve ezzel a szerződési vitának. December 2-án, a 77. percben Alberto Moreno helyére állt be a Southampton elleni Ligakupa-negyeddöntőben, és gólpasszt adott Divock Originak, aki mesterhármast szerzett a mérkőzés során. A mérkőzés végül 6–1-es liverpooli sikerrel ért véget.
2016. január 8-án játszotta első FA-kupa-mérkőzését a klub színeiben az Exeter City ellen, és egy gólt is szerzett. A visszavágón gólpasszt adott Joe Allennek a 9. percben. 2016. április 16-án az AFC Bournemouth elleni 2–1-es győzelem alkalmával kezdett először a Premier League-ben. Május 1-jén a Swansea City elleni mérkőzés volt a második Premier League meccse, a 76. percben második sárga lapja miatt kiállították, a mérkőzést pedig 3–1-re elvesztette a Liverpool.

#### Cincinnati
2025. március 14-én 2025-ig szóló szerződést írt alá a Cincinnati csapatával, amely 2026-ra szóló opciót is tartalmaz.

## A válogatottban
Smith az angol U17-es válogatottal részt vett a 2011-es U17-es labdarúgó-világbajnokságon – ahol az angol nemzeti csapat fiataljai a negyeddöntőig jutottak – majd a 2014-es szezonban debütált az Angol U21-es labdarúgó-válogatottban, ahol még nem sikerült gólt szereznie.

## Statisztika

### Klubcsapatokban
| Klub                       | Szezon           | Bajnokság        | Bajnokság | Bajnokság | Kupa  | Kupa  | Ligakupa | Ligakupa | Nemzetközi | Nemzetközi | Egyéb | Egyéb | Összes | Összes |
| Klub                       | Szezon           | Liga             | Mérk.     | Gólok     | Mérk. | Gólok | Mérk.    | Gólok    | Mérk.      | Gólok      | Mérk. | Gólok | Mérk.  | Gólok  |
| -------------------------- | ---------------- | ---------------- | --------- | --------- | ----- | ----- | -------- | -------- | ---------- | ---------- | ----- | ----- | ------ | ------ |
| Liverpool                  | 2013–14          | Premier League   | 1         | 0         | 0     | 0     | 0        | 0        | 0          | 0          | —     | —     | 1      | 0      |
| Liverpool                  | 2014–15          | Premier League   | 0         | 0         | 0     | 0     | 0        | 0        | 0          | 0          | —     | —     | 0      | 0      |
| Liverpool                  | 2015–16          | Premier League   | 4         | 0         | 4     | 1     | 1        | 0        | 1          | 0          | —     | —     | 10     | 1      |
| Liverpool                  | Összesen         | Összesen         | 5         | 0         | 4     | 1     | 1        | 0        | 1          | 0          | 0     | 0     | 11     | 1      |
| Swindon Town (kölcsön)     | 2014–15          | League One       | 7         | 0         | 0     | 0     | 2        | 0        | —          | —          | 1     | 0     | 10     | 0      |
| AFC Bournemouth            | 2016–17          | Premier League   | 5         | 0         | 1     | 0     | 2        | 0        | 0          | 0          | —     | —     | 8      | 0      |
| AFC Bournemouth            | 2017–18          | Premier League   | 0         | 0         | 1     | 0     | 2        | 0        | 0          | 0          | —     | —     | 3      | 0      |
| AFC Bournemouth            | Összesen         | Összesen         | 5         | 0         | 2     | 0     | 4        | 0        | 0          | 0          | —     | —     | 11     | 0      |
| Seattle Sounders (kölcsön) | 2018             | MLS              | 6         | 0         | 0     | 0     | 0        | 0        | 0          | 0          | —     | —     | 6      | 0      |
| Seattle Sounders (kölcsön) | 2019             | MLS              | 25        | 0         | 1     | 0     | —        | —        | 0          | 0          | 4     | 0     | 30     | 0      |
| Seattle Sounders (kölcsön) | Összesen         | Összesen         | 31        | 0         | 1     | 0     | —        | —        | —          | —          | 4     | 0     | 36     | 0      |
| Cardiff City (kölcsön)     | 2019–20          | Championship     | 3         | 0         | 0     | 0     | 0        | 0        | —          | —          | —     | —     | 3      | 0      |
| Seattle Sounders           | 2020             | MLS              | 5         | 0         | 0     | 0     | —        | —        | —          | —          | 4     | 0     | 9      | 0      |
| Seattle Sounders           | 2021             | MLS              | 13        | 3         | 0     | 0     | —        | —        | 0          | 0          | —     | —     | 13     | 3      |
| Seattle Sounders           | Összesen         | Összesen         | 18        | 3         | 0     | 0     | 0        | 0        | 0          | 0          | 4     | 0     | 22     | 3      |
| D.C. United                | 2022             | MLS              | 16        | 0         | 0     | 0     | —        | —        | 0          | 0          | —     | —     | 16     | 0      |
| Houston Dynamo             | 2023             | MLS              | 19        | 1         | 4     | 0     | —        | —        | 2          | 0          | —     | —     | 25     | 1      |
| Karrier összesen           | Karrier összesen | Karrier összesen | 104       | 4         | 11    | 1     | 7        | 0        | 3          | 0          | 9     | 0     | 134    | 5      |

Jegyzetek
1. ↑  Mérkőzése(i) az Európa Ligában
2. ↑  Mérkőzése(i) a Football League Trophyban
3. 1 2  Mérkőzése(i) az MLS Cup rájátszásban
4. ↑  Mérkőzése(i) a Leagues Cupban

### A válogatottban
| Ausztrália | Ausztrália | Ausztrália |
| Év         | Mérk.      | Gólok      |
| ---------- | ---------- | ---------- |
| 2014       | 4          | 0          |
| 2016       | 10         | 0          |
| 2017       | 5          | 0          |
| 2019       | 3          | 0          |
| 2021       | 1          | 0          |
| Összesen   | 23         | 0          |

## Sikerei, díjai
Seattle Sounders
- MLS Cup: 2019[13]

 Houston Dynamo
- Amerikai kupagyőztes: 2023

Egyéni
- Liverpool Akadémia Az idény legjobb játékosa: 2015–16[14]